# Бараковский, Степан Семёнович
Степан Семёнович Бараковский (1914 — ?) — советский работник строительной отрасли, бригадир штукатуров 112-го управления начальника работ строительного треста № 8 Ростова-на-Дону, Герой Социалистического Труда.

## Биография
Родился в 1914 году в селе Хмелевое Фатежского уезда Курской губернии.
Работу строителем начал в 1931 году на стройках Улан-Удэ и Дальнего Востока. С июня 1940 года находился в Красной Армии, откуда попал на фронт Великой Отечественной войны. В июне 1943 года был командиром отделения 2-й миномётной роты 1035-го стрелкового полка 280-й стрелковой дивизии 70-й армии Центрального фронта, сержант. Был ранен. В 1944—1945 годах — командир хозяйственного взвода 2-го батальона 203-го гвардейского стрелкового полка 70-й гвардейской стрелковой дивизии 1-го и 4-го Украинского фронтов, гвардии старшина.
После демобилизации из армии, приехал в Ростов-на-Дону на строительство здания театра имени М. Горького, совмещая работу с вечерним обучением на курсах штукатуров. Вскоре стал бригадиром штукатуров 112-го управления начальника работ (УНР-112) строительного треста № 8.
В 1970-е годы Степан Семёнович вышел на пенсию. Дата и место его смерти неизвестны.

## Награды
- Указом Президиума Верховного Совета СССР от 11 августа 1966 года за выдающиеся успехи, достигнутые в выполнении заданий семилетнего плана по капитальному строительству, Бараковскому Степану Семеновичу присвоено звание Героя Социалистического Труда с вручением ордена Ленина и золотой медали «Серп и Молот».
- За военные подвиги был награждён орденом Красной Звезды (06.11.1944), орденом Отечественной войны 1-й степени (11.03.1985), двумя медалями «За отвагу» (05.06.1943, 10.05.1944), медалью «За боевые заслуги» (07.03.1945) и другими медалями.